# NGC 3884
NGC 3884 este o hi (21cm) source⁠(d) situată în constelația Leul. A fost descoperită în 27 aprilie 1785 de către William Herschel. Se află la o distanță de 113,24 megaparseci de Pământ.